# Florentino Pérez
Florentino Eduardo Pérez Rodríguez (* 8. března 1947, Madrid) je španělský podnikatel a politik. Je spolumajitelem a prezidentem stavební společnosti Grupo ACS a prezidentem fotbalového klubu Real Madrid. V roce 2016 byl s majetkem ve výši 1,8 miliardy dolarů patnáctým nejbohatším Španělem.
Vedení klubu prvně převzal v roce 2000 a zahájil éru Los Galácticos, tedy nakupování nejdražších hráčů z celého světa (Zinedine Zidane, Ronaldo, David Beckham). Jeho první prezidentství skončilo v roce 2006. Do čela klubu se vrátil v roce 2009 a ihned z Manchesteru United koupil za tehdy nejvyšší sumu v historii fotbalu (80 milionů liber) portugalského fotbalistu Cristiana Ronalda, který se stal ikonou novou éry Realu.